# 蒙塔鲍尔站

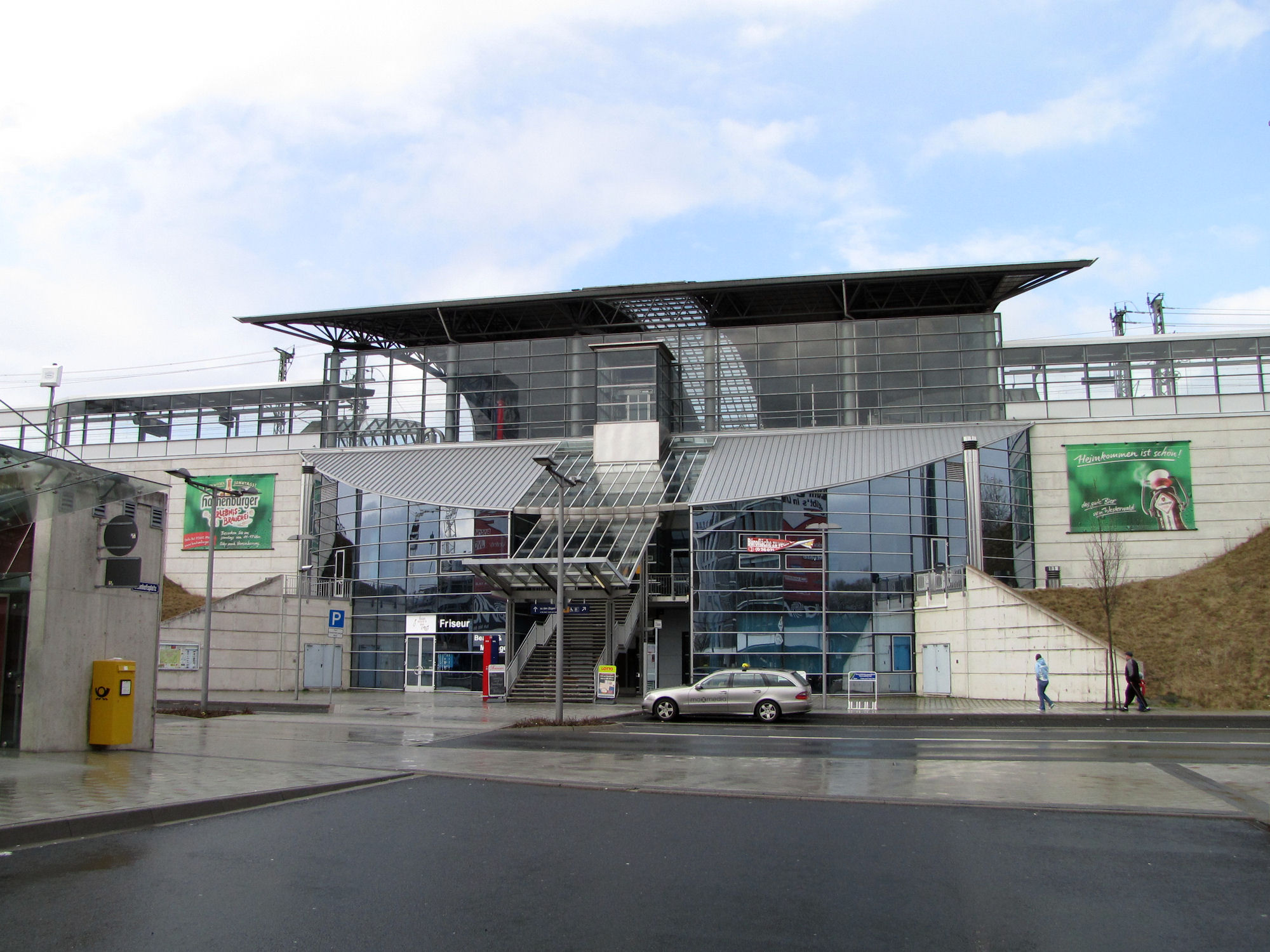

蒙塔鲍尔站是科隆—莱茵／美因高速铁路的一座中间站，位于德国莱茵兰-普法尔茨州蒙塔鲍尔镇。本站的建筑成本共计2360万欧元。

## 车站结构
本站为地面一层侧式越行站（2台4线）。

### 车站楼层
| 地面 | 站厅     | 售票处、候车区、进站口、出站口                                |  |  |
|      | 侧式站台 |                                                               |  |  |
|      | 上行站台 | 科隆—莱茵／美因高速铁路 法兰克福火车总站方向（下站：林堡南）  |  |  |
|      |          | 科隆—莱茵／美因高速铁路 法兰克福火车总站方向越行线            |  |  |
|      |          | 科隆—莱茵／美因高速铁路 科隆火车总站方向越行线                |  |  |
|      | 下行站台 | 科隆—莱茵／美因高速铁路 科隆火车总站方向（下站：锡格堡-波恩） |  |  |
|      | 侧式站台 |                                                               |  |  |